# Broadway (banda)
Broadway fue una banda estadounidense de post-hardcore formada en Orlando, Estados Unidos en 2007. La banda firmó con Uprising Records tras su debut con el álbum Kingdoms en 2009. En algún punto del 2015, la banda se separó de manera privada. Ningún anuncio o razón oficial fue dada.

## Personal
Miembros actules
- Misha Camacho - vocalista (2008–2015)
- Felipe Sánchez - guitarra (2012–2015)
- Sean Connors - guitarra (2009–2015)

Miembros antiguos
- Jack Fowler  (2008–2011)
- Jake Garland (2007–2010)
- Gabriel Fernández (2011–2013)
- Bryan Camara (2011–2012)
- Kyle Cogburn  (2009–2011)
- Dave Aguilar (2007–2009)
- Will Marin (2008–2009)
- Greg Shields (2007–2008)
- Nick Trombino (2007–2008)
- Jason Coleman  (2007–2008)

## Discografía
Álbumes
| Año                 | Álbum                                        | Discografía      |
| ------------------- | -------------------------------------------- | ---------------- |
| 7 de julio de 2009  | Kingdoms                                     | Uprising Records |
| 19 de junio de 2012 | Gentlemen's Brawl                            | Uprising Records |
| 18 de julio de 2014 | Contexture: Gods, Men, & The Infinite Cosmos | Independiente    |

## Videografía
| Año  | Título                                                | Director(es)   |
| ---- | ----------------------------------------------------- | -------------- |
| 2009 | "Same Thing We Do Everyday Pinky" (feat. Craig Owens) | Robby Starbuck |
| 2011 | "Last Saturday"                                       | Levon Mergian  |